# Gastrotheca recava
Gastrotheca recava es una especie de anfibio anuro de la familia Hemiphractidae.

## Distribución geográfica
Esta especie es endémica del estado de Bahía en Brasil. Se encuentra en Wenceslau Guimarães a unos 530 m sobre el nivel del mar en el bosque atlántico.

## Publicación original
- Teixeira, Dal Vechio, Recoder, Carnaval, Strangas, Damasceno, de Sena & Rodrigues, 2012: Two new species of marsupial tree-frogs genus Gastrotheca Fitzinger, 1843 (Anura, Hemiphractidae) from the Brazilian Atlantic Forest. Zootaxa, n.º 3437, p. 1–23.[3]